# Київ-1103
Київ - 1103  - це був один з амбітних прототипів електромобіля незалежної України.

## Історія створення
То була пора відкритих перспектив, у тому числі в плані бізнесу та великих технічних проектів. Науково-виробничий центр "Інформатика" (директор к.т.н. В.Н. Татаренко) на початку 1990-х почав розвивати проект з виробництва електромобіля української конструкції. Рівень компанії дозволяв подібні плани, тим більше що вони підтримувались державою – Міністерство промисловості та транспорту та Комітет з науково-технічного прогресу надали організаційну та фінансову підтримку. Паралельно велася підготовка під серійне виробництво електромобіля.
Компанія планувала дві моделі українського електромобіля: легковий автомобіль та компактний вантажопасажирський фургон, обидва – для міських умов із запасом ходу 150 – 200 км.
Показово, що конструктори розуміли велике значення дизайну передового на той час транспортного засобу. Відтак, до створення стилю залучили професійних дизайнерів, знайшли підприємство у Чехії, яке взялося виготовлювати готові кузови. Кузов був виконаний зі склопластику, основні вузли шасі взяли готові від машин ЗАЗ та ЛуАЗ.
Тяговий електродвигун підібрали в авіації – від стартера винищувача МИГ-29, колекторний електромотор постійного струму розвивав 18 кВт, і важив 11 кг. Електронні блоки та кабелі проводки зробили на НВО "ЕТАЛ" в Олександрії (Кіровоградська область).
Вже у середині – наприкінці 1990-х було зроблено багато кроків до запуску електромобіля у серійне виробництво. Підготували приміщення, встановили виробниче обладнання, знайшли постачальників сировини та матеріалів.
Довго підбирали батареї (що не дивно): пробували стандартні вітчизняні, спеціальні імпортні, зрештою зупинилися на новітній розробці ізраїльських вчених (між іншим, колишніх харків’ян). Акумулятори були свинцево-кислотними, тому вийшли недорогими і технологічними, їх передбачалося випускати також в Україні з перспективою постачання на ринки Європи. У поєднанні з українською електронікою машина без підзарядки легко проїжджала до 200 км.
Для виробництва товарних електромобілів організували акціонерне товариство "Електромобіль". Його співзасновниками виступили вищезгаданий НТЦ "Інформатика" та Інститут електрозварювання ім. Патона, який надав територію, а також кілька фізосіб.
Але тут стався перший великий збій: Кабмін не дав інвесторам своїх гарантій – про повернення кредиту банку і під захист ізраїльських інвестицій. Це був вже кінець 1990-х, розвал економіки, втрата зв'язків і орієнтирів.
АТ "Електромобіль" намагалося налагодити виробництво без маститих іноземних інвесторів, але незабаром і Інститут Патона вийшов з гри. Проект залишився не тільки без грошей, але і без виробничої бази, в яку, до речі, тільки "Інформатика" вклала кілька сот тисяч доларів.
Але економічна ситуація в країні погіршувалася, держава не змогла надати гарантій інвесторам і проект не змогли довести до реалізації. – що, до речі, було типовою картиною тих часів і для більш масштабних проектів. Налагодити промислове виробництво без іноземних фінансових ресурсів компанія НВЦ "Інформатика" не змогла.
Автомобільним історикам вдалося прослідкувати долю останнього варіанту українського електромобіля під ім'ям "Київ-1103". Машина залишалась в експлуатації як мінімум до 2002 року. Потім вона стала на відстій у приватній автомайстерні на київській Деміївці (в районі пр-ту Науки), і в більш-менш комплектному стані ще декілька років залишалася на зазначеній території. Згодом сліди її загубилися. 
Відомостей, про остаточне знищення електромобіля немає.